# 維夫切
50°37′56″N 29°0′31″E / 50.63222°N 29.00861°E
維夫切（烏克蘭語：Вівче）是烏克蘭北部的村莊，隸屬日托米爾州的日托米爾區。該村面積0.19平方公里，海拔高度185米，2001年人口35，人口密度每平方公里183.25人。